# Nomlakis
Els nomlakis (també noamlakee, wintu central, Nomelaki) són un poble wintun nadiu de l'àrea de la vall del Sacramento, estenent-se cap a l'oest de les Cadenes Costaneres Californianes al Nord de Califòrnia. Avui els nomlaki estan registrats dins les tribus reconegudes federalment: Tribus índies Round Valley, ranxeria índia Grindstone o la Banda Paskenta d'indis nomlaki.
Els nomlaki limiten amb els wintus (Wintun) al nord, els yana al nord-est i est, els konkow (Maidu) a l'est, els patwin (Wintun) al sud, i els yukis a l'oest.

## Els grups nomlaki
Hi ha dos grups principals:
- Els nomlaki del riu vivien a la regió de la vall del Sacramento.
- The nomlaki dels turons vivien a l'oest del riu Nomaki. Llur territori es troba ara entre els comtats de Glenn i Tehama i la regió del riu Nomlaki.

## Llengua
Actualment només una persona parla nomlaki. Es diu que només dos ancians membres tribals de la Banda Paskenta dels indis Nomlaki poden parlar adequadament; un jove membre tribal està treballant per la revitalització lingüística.
Els nomlaki parlen una llengua wintun coneguda com a nomlaki. No està extensivament documentada, però hi ha algunes gravacions dels parlants Andrew Freeman i Sylvester Simmons.

## Població
Les estimacions per a les poblacions anteriors al contacte de la majoria dels grups nadius a Califòrnia han variat substancialment.  (Vegeu Població ameríndia de Califòrnia.) Alfred L. Kroeber (1925:883) estima la població wintun del 1770, incloent patwins, nomlakis i wintus, en 12.000. Sherburne F. Cook (1976 :180-181) va estimar la població total nomlaki i patwin del nord en 8.000. Walter Goldschmidt (1978:341) creu que la població nomlaki anterior al contacte era probablement de 2.000.
Kroeber estimava la població combinada dels grups wintun el 1910 en 1.000.

## Avui
El govern federal dels Estats Units va restaurar el reconeixement tribal federal total a la banda Paskenta d'indis nomlaki en 1994. Així van poder adquirir la ranxeria Paskenta (39° 52′ 05″ N, 122° 13′ 28″ O / 39.86806°N,122.22444°O), i establir el casino Rolling Hills Casino als afores de Corning (Califòrnia). Llurs oficines tribals es troben a Orland (Califòrnia). Alguns nomlakis són registrats en les tribus reconegudes federalment ranxeria índia Grindstone i tribus índies Round Valley.

## Notables membres tribal
- Kyle Lohse, pitcher de la Major League Baseball (MLB) jugant als Milwaukee Brewers[4]
- Cody Pata, artista hawaiià i guanyador el 2008 del premi Na Hoku Hanohano Haku Mele. Darrer parlant de nomlaki.

## Nomlakis en films
"Paskenta: Nomlaqa Bōda," una pel·lícula de 2010 de Harry Dawson basada en la tradició oral, "fou patrocinada i guiada per la Banda Paskenta d'indis Nomlaki."